# Ruta 152 (Costa Rica)
La Ruta 152, oficialmente Ruta Nacional Secundaria 152, es una ruta nacional de Costa Rica ubicada en la provincia de Guanacaste.

## Descripción
En la provincia de Guanacaste, la ruta atraviesa el cantón de Santa Cruz (los distritos de Veintisiete de Abril, Tamarindo).